# 弗兰库尔
弗兰库尔（法語：Vraincourt，法語發音：[vʁɛ̃kuʁ]）是法国上马恩省的一个市镇，属于肖蒙区。

## 地理
弗兰库尔（48°14'29"N, 5°7'29"E）面积3.48 平方千米，位于法国大東部大區上马恩省，该省份为法国东北部内陆省份，北起马恩省和默兹省，西接奥布省，西南接科多尔省，东南接上索恩省，东临孚日省。
与弗兰库尔接壤的市镇（或旧市镇、城区）包括：博洛涅、拉芒西讷、乌丹库尔、马恩河畔松库尔、维耶维尔。

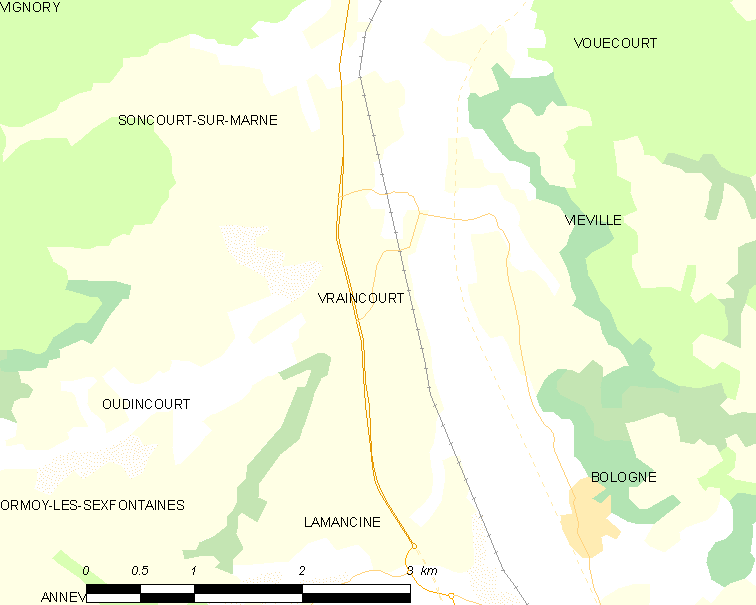
弗兰库尔的OSM定位图

弗兰库尔的时区为UTC+01:00、UTC+02:00（夏令时）。

## 行政
弗兰库尔的邮政编码为52310，INSEE市镇编码为52548。

## 政治
弗兰库尔所属的省级选区为博洛涅县。

## 人口

1962-2008年间弗兰库尔人口变化图示

弗兰库尔于2022年1月1日时的人口数量为84人。